# 出町
出町（でまち）は、かつて富山県東礪波郡にあった町。現在の砺波市中心部の出町地区にあたる。町役場は杉木新村に置かれた。
町名「出町」の由来は、藩政期（最も古い記録で1786年）に郡役所や十村寄合所などがあった杉木新町の通称名に由来している。

## 沿革
- 1889年（明治22年）4月1日 - 町村制の施行により、礪波郡杉木新村、太郎丸村、大辻村、大辻新村、深江村、神島村、中神村、鷹栖出村及び杉木村の区域の一部の区域をもって、礪波郡出町が発足する。
- 1896年（明治29年）3月29日 - 郡制の施行のため、礪波郡が分割して、東礪波郡が発足により、東礪波郡に所属となる。
- 1952年（昭和27年）4月1日 - 東礪波郡出町、油田村、中野村、庄下村、五鹿屋村及び林村が合併して、東礪波郡砺波町が発足する。